# Thuộc địa thời cổ đại
Các thuộc địa thời cổ đại là các thuộc địa được thành lập sớm nhất trong lịch sử thế giới. Ở phương Tây, các điểm thuộc địa là các đô thị và vùng đất phụ cận xung quanh, không phải là lãnh thổ rộng lớn. Chúng thành lập ban đầu từ một thành phố mẹ và có quan hệ chặt chẽ. Các thuộc địa được thành lập bởi Phoenicia cổ đại, Carthage, Rome, và Hy Lạp dưới quyền Alexandros Đại đế và những người kế vị của ông, hầu hết các thuộc địa của phương Tây có chủ quyền và tự trị từ khi thành lập. Các thuộc địa Hy Lạp thường được thành lập bởi di dân tránh tình trạng bất ổn xã hội ở một thành phố lớn, các thuộc địa Hy Lạp hóa, Roman, Carthage và Hán được thành lập bởi quá trình bành trướng đế quốc.

## Danh sách các thuộc địa trong thời cổ đại
- Thuộc địa của Ai Cập
- Thuộc địa của Phoenicia
- Thuộc địa của Hy Lạp
- Thuộc địa của La Mã
- Thuộc địa của Trung Quốc cổ đại